# 蒸散

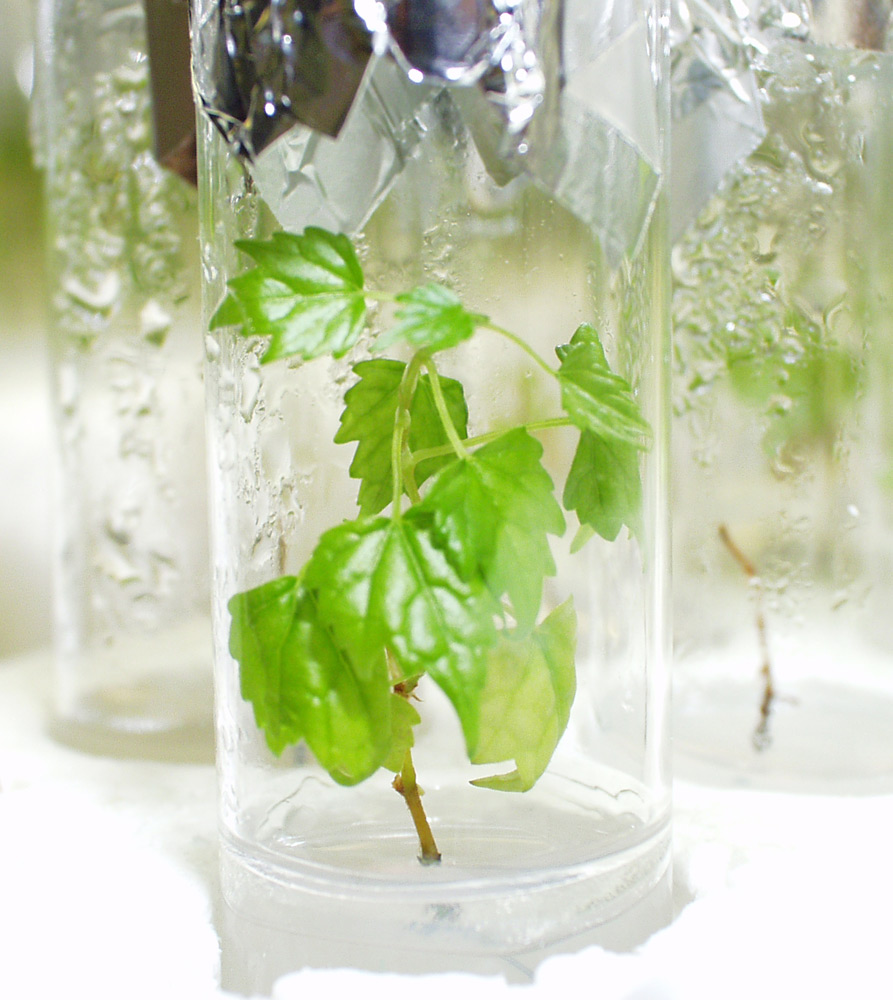

蒸散（transpiration）とは、植物の地上部から大気中へ水蒸気が放出される現象である。蒸散は主に葉の裏側で起こるが、これは、蒸散の行われる気孔が裏側に集中しているためで、葉の表側や茎、花、果実においても見られる。
単なる水分の蒸発が受動的な現象である一方、蒸散は生物体による能動的な調節、特に気孔の開閉制御が関与する点で異なる。ただし気孔を完全に閉じた状態でも、クチクラ層を通しての蒸散は行われる。気孔を通じて行われる蒸散を気孔蒸散 (stomatal transpiration)、クチクラ層を通して行われる蒸散をクチクラ蒸散 (cuticular transpiration) と呼ぶ。

## 概論

葉の断面の模式図。図中下部の stoma が気孔。

気温の高い日中は、葉や茎といった器官から蒸散が盛んに行われ、植物の地上部の水分含量が低下する。これにより地上部と地下部との水ポテンシャル勾配が大きくなると、水は木部を介して根から吸い上げられる。根においては、水分は植物体と土壌との浸透圧差により移動し、無機塩類やその他の養分と共に植物体へ吸収される。このように植物体内における水の移動は、蒸散を起点とする水ポテンシャルの変化により引き起こされている。
また、蒸散は水分の蒸発自体を目的として行われるほか、植物が光合成に要する二酸化炭素を大気中から取り込む際の気孔開閉にも付随して起こる。

## 蒸散に関わる要因
蒸散量を決める外部要因には以下のようなものがある。
- 気温
- 湿度
- 太陽光の光強度（吸収放射量）
- 水蒸気の拡散速度（風による撹乱）
- 土壌の水分含量

植物側の要因としては、植物体の大きさ、葉の表面積、気孔の開閉状態などがある。多くの植物は水不足に晒されると気孔を閉鎖し、蒸散量を低下させることが知られている。この時、気孔の閉鎖を誘導し蒸散量を抑えるシグナルの一つとして、植物ホルモンの一種であるアブシジン酸の働きが重要であると考えられている。

## 蒸散率・蒸散量
ある植物、特に農産物の生育期間における蒸散量の積算値を、その植物の最終的な乾燥重量で割った値を蒸散率という。主な農産物では、この値は200 - 1000程度である事が知られている (Martin, Leonard & Stamp 1976, p. 81)。蒸散量の計測には吸水計（ポトメーター、Potometer）が使われる。気温が高く乾燥した日には、一本の成木から1トン以上もの水分が蒸散により失われる。これは、根から吸収される水分のおよそ90 %に相当する。
砂漠の植物や針葉樹は、蒸散量を減らし水分を保持する為の様々な特徴、例えば発達したクチクラ層、小さな葉面積、埋没型の気孔などを備えている。多くの多肉植物は、葉ではなく主に多肉茎で光合成を行う為、植物体の表面積が非常に小さい。このような乾燥地帯の植物はCAM型光合成と呼ばれる特殊な光合成を行っており、昼間は気孔を閉じ、夜間に開いている。この方式により、CO2取り込みに伴う水分の損失を最小限に留めている。

## 蒸散と放熱
例えば直射日光に晒されている厚さ300マイクロメートルの葉は、熱の放散が全く無ければ1分間で100℃に達する。植物はこの熱を顕熱損失 (sensible heat loss) 及び潜熱損失（evaporative heat loss、＝蒸発熱損失）として放散している。蒸散に伴う放熱は後者に相当する。一般的な植物では、太陽から入射する熱のほぼ半分は蒸散に伴って失われる。
顕熱輸送量の潜熱輸送量に対する比率（前者を後者で割ったもの）をボーエン比と言う。潤沢に潅水される農作物では蒸散量が大きく、従ってボーエン比は低い。一方、蒸散による水損失を抑えているサボテンでは潜熱損失がゼロに近く、ボーエン比は無限大に近づく。